# Kosovska Mitrovica Kerület
Kosovska Mitrovica Kerület (albán nyelven: Qarku i Mitrovicës, szerb nyelven: митровачки округ) egyike Koszovó öt közigazgatási kerületének. Központja Kosovska Mitrovica.

## Közigazgatási beosztása
Kosovska Mitrovica Kerület közigazgatásilag az alábbi városokra és közigazgatási területükre oszlik:
- Kosovska Mitrovica
- Leposavić
- Srbica
- Vučitrn
- Zubin Potok
- Zvečan

## Etnikai megoszlás
A városok közül Vučitrn és Srbica albán többségű, míg Zubin Potok, Zvečan és Leposavić szerb többségű települések. Szintén a szerb ajkú lakosság alkotja Kosovska Mitrovica északi részének többségét, míg a város déli részén, az Ibar folyótól délre fekvő részeken az albán népesség aránya a nagyobb. Kosovska Mitrovica alkotja a koszovói szerb közösség kulturális, oktatási, egészségügyi és politikai központját.

## Fordítás
Ez a szócikk részben vagy egészben  a   District of Kosovska Mitrovica című angol Wikipédia-szócikk ezen változatának fordításán alapul.  Az eredeti cikk szerkesztőit annak laptörténete sorolja fel. Ez a jelzés csupán a megfogalmazás eredetét és a szerzői jogokat jelzi, nem szolgál a cikkben szereplő információk forrásmegjelöléseként.